# Morti nel 1992/Febbraio
| Questa pagina contiene informazioni ricavate automaticamente dalle voci biografiche con l'ausilio del template Bio e di un bot. L'aggiornamento è periodico e automatico e ricostruisce completamente la pagina. Se manca una persona in questa lista, sei pregato di non aggiungerla, ma accertati piuttosto che la sua voce biografica contenga il template Bio e che i dati anagrafici siano correttamente compilati. Se il template Bio manca, inseriscilo tu stesso o, in alternativa, metti l'avviso {{tmp\|Bio}} che ne segnala la mancanza. Se i dati riportati sono sbagliati, correggi direttamente la voce biografica; le modifiche saranno visibili in questa lista entro pochi giorni. Per chiarimenti vedi il progetto biografie. La lista contiene solo le 109 persone che sono citate nell'enciclopedia e per le quali è stato implementato correttamente il template Bio. Pagina aggiornata al 3 mar 2024. |

- 1º febbraio - Miguel Ayestarán, calciatore spagnolo (n. 1910)
- 1º febbraio - Jean Hamburger, chirurgo, medico e saggista francese (n. 1909)
- 1º febbraio - Angelo Salizzoni, politico italiano (n. 1907)
- 2 febbraio - Paul Huston, cestista statunitense (n. 1925)
- 2 febbraio - Mustafa Jagly-Ogly, sollevatore sovietico (n. 1934)
- 2 febbraio - Bredo Wass, calciatore norvegese (n. 1903)
- 3 febbraio - Emilio de Roja, sacerdote e partigiano italiano (n. 1919)
- 3 febbraio - Paul Emery, pilota automobilistico britannico (n. 1916)
- 3 febbraio - Knut Fridell, lottatore svedese (n. 1908)
- 3 febbraio - Mário Peixoto, regista e scrittore brasiliano (n. 1908)
- 3 febbraio - René Vuaillat, progettista francese (n. 1923)
- 4 febbraio - Pavel Vladimirovič Cybin, ingegnere sovietico (n. 1906)
- 4 febbraio - Alan Davies, calciatore gallese (n. 1961)
- 4 febbraio - John Dehner, attore statunitense (n. 1915)
- 4 febbraio - Lisa Fonssagrives, supermodella svedese (n. 1911)
- 4 febbraio - Vittorio Gelmetti, compositore italiano (n. 1926)
- 4 febbraio - Gianni Rizzo, attore italiano (n. 1924)
- 5 febbraio - Nicomedes Santa Cruz, musicista, poeta e etnomusicologo peruviano (n. 1925)
- 5 febbraio - Bill Wheatley, cestista e allenatore di pallacanestro statunitense (n. 1909)
- 6 febbraio - Geert Holvast, poliziotto olandese (n. 1917)
- 6 febbraio - David Maria Turoldo, presbitero, teologo e filosofo italiano (n. 1916)
- 7 febbraio - Carla Badiali, pittrice italiana (n. 1907)
- 7 febbraio - Chang Dsu Yao, artista marziale e insegnante cinese (n. 1918)
- 7 febbraio - Buzz Sawyer, wrestler statunitense (n. 1959)
- 7 febbraio - Franco Torti, paroliere e autore televisivo italiano (n. 1927)
- 8 febbraio - Jack Jennings, cestista e allenatore di pallacanestro statunitense (n. 1918)
- 8 febbraio - Baruch Lumet, attore, direttore artistico e docente polacco (n. 1898)
- 9 febbraio - Andor Foldes, pianista ungherese (n. 1913)
- 9 febbraio - Carlo Gallavotti, filologo classico e grecista italiano (n. 1909)
- 9 febbraio - Jack Kinney, regista, sceneggiatore e animatore statunitense (n. 1909)
- 9 febbraio - Ada Masotti, stilista e imprenditrice italiana (n. 1915)
- 9 febbraio - Cosimo Muci, calciatore italiano (n. 1920)
- 10 febbraio - Alex Haley, giornalista e scrittore statunitense (n. 1921)
- 10 febbraio - Jim Pepper, sassofonista, compositore e cantante statunitense (n. 1941)
- 11 febbraio - Paddy Crehan, cestista irlandese (n. 1920)
- 11 febbraio - Ray Danton, attore e regista statunitense (n. 1931)
- 11 febbraio - Morrnah Simeona, personalità religiosa statunitense (n. 1913)
- 12 febbraio - Fortunato Arena, carabiniere italiano (n. 1969)
- 12 febbraio - Carlo Azzali, calciatore e allenatore di calcio italiano (n. 1936)
- 12 febbraio - Bep van Klaveren, pugile olandese (n. 1907)
- 12 febbraio - Yehuda D. Nevo, archeologo israeliano (n. 1932)
- 12 febbraio - Gaetano Peretti, filosofo, attivista e politico italiano (n. 1924)
- 12 febbraio - Claudio Pezzuto, carabiniere italiano (n. 1963)
- 12 febbraio - Stella Roman, soprano rumeno (n. 1904)
- 13 febbraio - Nikolaj Nikolaevič Bogoljubov, fisico e matematico sovietico (n. 1909)
- 13 febbraio - Dorothy Tree, attrice statunitense (n. 1906)
- 13 febbraio - Warren Westlund, canottiere statunitense (n. 1926)
- 14 febbraio - Gianfranco Folena, linguista e filologo italiano (n. 1920)
- 14 febbraio - Augusto Ghetti, ingegnere italiano (n. 1914)
- 14 febbraio - Luigi Ghirri, fotografo italiano (n. 1943)
- 14 febbraio - Roepie Kruize, hockeista su prato olandese (n. 1925)
- 14 febbraio - Hussain Montassir, cestista egiziano (n. 1923)
- 15 febbraio - Hermann Axen, politico tedesco orientale (n. 1916)
- 15 febbraio - Stefano Calzetta, mafioso e collaboratore di giustizia italiano (n. 1939)
- 15 febbraio - Michelangelo Dall'Armellina, politico italiano (n. 1920)
- 15 febbraio - Lino Mosca, calciatore italiano (n. 1907)
- 15 febbraio - Maria Elena Moyano, attivista peruviana (n. 1958)
- 15 febbraio - José Paredes, calciatore spagnolo (n. 1933)
- 16 febbraio - Charles Carnegie, XI conte di Southesk, nobile scozzese (n. 1893)
- 16 febbraio - Angela Carter, scrittrice e giornalista britannica (n. 1940)
- 16 febbraio - Alberto Gomes, calciatore e allenatore di calcio portoghese (n. 1915)
- 16 febbraio - George MacBeth, poeta e romanziere scozzese (n. 1932)
- 16 febbraio - William Schuman, compositore statunitense (n. 1910)
- 16 febbraio - Luigi Lorenzo Secchi, ingegnere, architetto e pubblicista italiano (n. 1899)
- 16 febbraio - Herman Wold, statistico svedese (n. 1908)
- 16 febbraio - Jânio Quadros, avvocato e politico brasiliano (n. 1917)
- 17 febbraio - John Fieldhouse, ammiraglio britannico (n. 1928)
- 17 febbraio - Agustín García Arreola, cestista e allenatore di pallacanestro messicano (n. 1915)
- 17 febbraio - Emilio Morollón, calciatore spagnolo (n. 1937)
- 18 febbraio - Sylvain Julien Victor Arend, astronomo belga (n. 1902)
- 19 febbraio - Takehiko Kanagoki, cestista giapponese (n. 1914)
- 19 febbraio - Buddy O'Grady, cestista e allenatore di pallacanestro statunitense (n. 1920)
- 19 febbraio - Vladimir Solomonovič Pozner, scrittore francese (n. 1905)
- 20 febbraio - Muhammad Asad, giornalista e scrittore austriaco (n. 1900)
- 20 febbraio - Roberto D'Aubuisson, politico e militare salvadoregno (n. 1944)
- 20 febbraio - Pierre Dervaux, direttore d'orchestra e compositore francese (n. 1917)
- 20 febbraio - José Luis Manzano, attore spagnolo (n. 1962)
- 20 febbraio - Dick York, attore statunitense (n. 1928)
- 22 febbraio - Tolmino Gios, ciclista su strada italiano (n. 1916)
- 22 febbraio - Rupert von Trapp, cantante austriaco (n. 1911)
- 22 febbraio - David Wilson, calciatore inglese (n. 1908)
- 22 febbraio - Paul Winter, discobolo e pesista francese (n. 1906)
- 22 febbraio - Kurt Wires, canoista finlandese (n. 1919)
- 23 febbraio - Valentino Bompiani, editore, scrittore e drammaturgo italiano (n. 1898)
- 23 febbraio - Maurice Raes, ciclista su strada e ciclocrossista belga (n. 1907)
- 23 febbraio - Markos Vafeiadīs, politico, partigiano e militare greco (n. 1906)
- 24 febbraio - Ljubo Benčić, calciatore e allenatore di calcio jugoslavo (n. 1905)
- 24 febbraio - Clarrie Jordan, calciatore inglese (n. 1922)
- 24 febbraio - August Lešnik, calciatore croato (n. 1914)
- 24 febbraio - Giovanni Moroni, politico italiano (n. 1930)
- 25 febbraio - Maria Luisa Belleli, francesista, traduttrice e poetessa italiana (n. 1909)
- 25 febbraio - Zlatko Celent, canottiere croato (n. 1952)
- 25 febbraio - Ollie O'Toole, attore statunitense (n. 1912)
- 26 febbraio - Alif Hajiyev, militare azero (n. 1953)
- 26 febbraio - Tofig Huseynov, militare azero (n. 1954)
- 26 febbraio - Nietta Mordeglia, attrice italiana (n. 1894)
- 26 febbraio - Gerrit Schulte, ciclista su strada e pistard olandese (n. 1916)
- 27 febbraio - Fernando Ribeiro de Mello, editore portoghese (n. 1941)
- 27 febbraio - Jerome M. Fernandez, vescovo cattolico indiano (n. 1901)
- 27 febbraio - Algirdas Julien Greimas, linguista e semiologo lituano (n. 1917)
- 27 febbraio - György Nagy, calciatore ungherese (n. 1942)
- 28 febbraio - Mevhibe Inönü,  turca (n. 1897)
- 28 febbraio - Bolesław Orliński, aviatore e militare polacco (n. 1899)
- 28 febbraio - Enzo Pulcrano, attore e pugile italiano (n. 1943)
- 29 febbraio - Ada Colangeli, attrice italiana (n. 1913)
- 29 febbraio - Don Heinrich, giocatore di football americano statunitense (n. 1930)
- 29 febbraio - Ferenc Karinthy, scrittore, linguista e drammaturgo ungherese (n. 1921)
- 29 febbraio - Roberto Rebora, poeta, traduttore e critico teatrale italiano (n. 1910)
- 29 febbraio - Margaret Thompson, numismatica statunitense (n. 1911)